# 湯旺河区
湯旺河区（とうおうが-く）は中華人民共和国黒竜江省伊春市にかつて存在した市轄区。

## 行政区画
2街道を管轄：
- 街道弁事処：河南街道、河北街道

## 交通

### 鉄道
- 中国鉄路総公司
  - 南烏線

（伊春方面）- 湯旺河駅 -（烏伊嶺方面）